# Sad Singalong Songs
Sad Singalong Songs è l'ottavo album in studio della cantante olandese Anouk, pubblicato il 17 maggio 2013.
Con il brano Birds, la cantante ha partecipato all'Eurovision Song Contest 2013.

## Tracce
1. The Rules
2. Pretending as Always
3. Birds
4. The Good Life
5. Are You Lonely
6. Stardust
7. Only a Mother
8. Kill
9. I Don't Know Nothing
10. The Black Side of My Mind

## Classifiche
| Paese             | Posizione più alta |
| ----------------- | ------------------ |
| Belgio (Fiandre)  | 5                  |
| Belgio (Vallonia) | 133                |
| Germania          | 99                 |
| Paesi Bassi       | 1                  |